# Gerald Futscher
Gerald Matthias Futscher (* 27. Januar 1962 in Feldkirch, Vorarlberg) ist ein österreichischer Komponist, Klavierlehrer und Pianist.

## Leben
Gerald Futscher besuchte das Neusprachliche Gymnasium Feldkirch, wo er im Jahr 1980 die Matura ablegte. Danach studierte er am Vorarlberger Landeskonservatorium in Feldkirch Klavier bei Maciej Łukaszczyk, Fagott bei Heinz Gies und Allen Smith, sowie Komposition bei Robert Nessler und Gerold Amann.
Ab dem Jahr 1982 studierte er an der Universität Salzburg Philosophie und legte hier im Jahr 1985 seine staatliche Lehramtsprüfung für Klavier ab.
In den Jahren 1985 bis 1988 setzte er das Philosophie-Studium an der Universität Wien fort und studierte an der Musik und Kunst Privatuniversität der Stadt Wien Fagott bei Leo Cermak und Werner Krenn.
Futscher lebt in Götzis/Vorarlberg und unterrichtet an der Musikschule Dornbirn die Fächer Klavier und Komposition.

## Auszeichnungen
- 2011: Ehrengabe des Landes Vorarlberg[4]
- 2013: Staatsstipendium für musikalische Komposition[5]
- 2015: Paul Lowin Preis[6][7]

## Werke (Auswahl)

### Ensemblemusik
- Heliogabal – Sechs Lieder nach Gedichten von Stefan George und Textzitaten von Antonin Artaud (1995)[8]
- Fish – für Fischerblei, Klavier und Harmonium (1997)[8]
- Tirsch – für Sopran, Klarinette, Klavier und Tonband (1998)[8]
- Zeit oder Geld – für Klarinette, Klavier, Harmonium und Männerchor (1998)[8]
- Dame de mes pensees, au cul de perle fine – Für Mezzosopran, Ensemble und Tonband (1999)[8]
- flüchtig hingemachte Männer/3 – für Klarinette, Trompete, Violoncello, Kontrabass, 2 Schlagzeuger und Tonband (1999)[8]
- le bandage de peau – Oktett für Flöte, Klarinette, Schlagzeug, Klavier, Violine, Viola, Violoncello und Kontrabass (2000)[8]
- Der Würstchenesser – Duo für Schlagzeug und Harmonium (2000)[8]
- deep throat – 3 Miniaturen für Alphorn, Flöte, Klarinette und Fagott (2001)[8]
- das Schwein ist die Sonne – für gemischten Chor, Rüsselinstrumente und Tonband (2003)[8]
- die walrus – für Streichsextett (2003)[8]
- nyctalus leisleri – Trio für Flöte, Klarinette, Fagott und Tonband (2004)[8]
- Zerberstet das Ey, so kömmt das Gifft heraus – Septett für zwei Trompeten, Horn, Posaune, Tuba, Harmonium und Violine (2004)[8]
- Prilis hlucna samota – Quintett für zwei Violinen, Bassetthorn, Viola und Violoncello (2005)[8]
- qui glissent lse unes derriere les autres – für Kammerorchester (2009)[8]

### Oper/Musiktheater
- Fluch der Berge – Phantastische Oper in 4 Akten (1989)[8]
- Der wilde Jäger – Oper in einem Aufzug nach einem Libretto von Franz Grillparzer (1994)[8]
- Formicula – Ameisenstaaten, Musiktheater mit Klangmaschinen (2002)[8]
- Leonce und Lena – Oper, Text: Georg Büchner (2009)[8]

### Orchestermusik
- Hommage à Julien Offray de La Mettrie – Sinfonie (1996)[8]
- No Still Path – für zwei Streichorchester (1998)[8]
- Hör' den Ruf des faulen Holzes – Für Violoncello und Streichorchester (2003)[8]
- bricolage – Für Orchester und Tonband (2005)[8]
- Danton’s Tod – Orchestervorspiel (2009)[8]

### Solomusik
- Eng und schlüpfrig ist der Weg – für Cembalo (2002)[8]
- Mancikas Tanz – für Bassetthorn (2005)[8]
- Musik für Klarinette (2007)[8]
- 3 kleine Stücke für Cembalo (2007)[8]
- Musik für Viola (2008)[8]